# لوئیزیت
لوئیزیت (به انگلیسی: Lewisite) با فرمول شیمیایی C۲H۲AsCl۳ یک ترکیب شیمیایی سمی با شناسه پاب‌کم ۵۳۷۲۷۹۸ و جرم مولی ۲۰۷٫۳۲ g/mol است. این ترکیب شیمیایی سمی به عنوان یک سلاح شیمیایی از نوع عامل تاول نیز شناخته می‌شود.